# Culicoides nasuensis
Culicoides nasuensis är en tvåvingeart som beskrevs av Kitaoka 1984. Culicoides nasuensis ingår i släktet Culicoides och familjen svidknott. Inga underarter finns listade i Catalogue of Life.